# Баффи — истребительница вампиров (сезон 2)
Второй сезон американского телесериала «Баффи — истребительница вампиров» вышел в эфир 15 сентября 1997 года и завершился 22-м эпизодом 19 мая 1998 года. Первые 13 серий выходили в эфир по понедельникам в 21:00 по Восточному времени, а остальные 9 серий — в 20:00 по вторникам.

## Сюжет
В Саннидэйл приезжают Спайк и Друзилла — два древних вампира, давние друзья Ангела, которые терроризировали всю Европу несколько веков. Кроме того, в городе объявляется новая Истребительница по имени Кендра, которую вызвали из-за клинической смерти Баффи после встречи с Мастером. Ангел старается помочь Баффи в борьбе с нечистью, одновременно сближаясь и отдаляясь от девушки — очевидно, их влечёт друг к другу, но прошлое вампира не позволяет ему быть до конца честным с Баффи, что очень сильно огорчает девушку, всё больше влюбляющуюся в Ангела.
Между тем, у Корделии и Ксандера начинается роман, который они долго скрывают от всех: Корделия стыдится Ксандера перед своими популярными подругами, а Ксандер боится, что Баффи и Уиллоу не смогут понять его. Уиллоу тоже находит любимого, старшеклассника Оза, гитариста группы Динго съели мою малышку, который, как выясняется позже, оказывается оборотнем. Ребята каждое полнолуние запирают его в библиотеке, тем самым избегая возможных жертв.
Эмоциональная близость между Баффи и Ангелом достигает своего пика, когда Баффи проводит ночь с Ангелом, однако девушка не догадывается об опасности, которая теперь грозит ей и всему миру: согласно цыганскому проклятию, лишь момент истинного счастья может избавить вампира от души и вернуть к жизни его тёмную сторону — кровожадного демона Ангелуса, стремящегося уничтожить свет.
Ангел убивает возлюбленную Джайлза, учительницу Дженни Календар, собиравшуюся вернуть душу Ангелу с помощью цыганского обряда. Вампир нападает на друзей Баффи и даже пытает Джайлза, а Друзилла убивает Кендру. Тогда Баффи понимает, что должна убить Ангела, и для сражения она направляется в особняк вампира, где тот всё подготовил для обряда, начинающего Апокалипсис. Тем временем, Уиллоу производит свой обряд, благодаря которому ей удаётся вернуть душу Ангелу. Однако врата в демоническое измерение уже открыты, и единственный способ закрыть их — пролить кровь того, кто пустил демонов в наш мир. Со слезами на глазах Баффи убивает очнувшегося Ангела и отправляет любимого в Ад, остановив тем самым наступающий Конец света. В это же время Баффи выгоняют из школы, и девушка покидает Саннидэйл.

## В ролях

### Основной состав
- Сара Мишель Геллар — Баффи Саммерс
- Николас Брендон — Александер «Ксандер» Харрис
- Элисон Ханниган — Уиллоу Розенберг
- Каризма Карпентер — Корделия Чейз
- Энтони Стюарт Хэд — Руперт Джайлз
- Дэвид Борианаз — Ангел

### Приглашённые звёзды
- Джеймс Марстерс — Спайк (12 эпизодов)
- Джульетт Ландау — Друсилла (12 эпизодов)
- Кристин Сазерленд — Джойс Саммерс (12 эпизодов)
- Робиа ЛаМорте — Дженни Кэлендар (11 эпизодов)
- Сет Грин — Оз (10 эпизодов)
- Армин Шимерман— Директор Снайдер (9 эпизодов)
- Дэнни Стронг — Джонатан Левинсон (7 эпизодов)
- Бьянка Лоусон — Кендра (4 эпизода)
- Робин Сачз — Итан Рэйн (2 эпизода)
- Макс Перлич — Уистлер (2 эпизода)
- Брайан Томпсон — Судья (2 эпизода)
- Винсент Скьявелли — Дядя Эниос (2 эпизода)
- Ларри Бэгби— Ларри Блэйсделл (2 эпизода)
- Эндрю Джей Фирхланд — Помазанник (2 эпизода)
- Саверио Герра — Стукач Вилли (2 эпизода)
- Джейсон Холл — Дэвин МакЛиш (2 эпизода)
- Эрик Сайт — Далтон (2 эпизода)
- Джулия Ли — Шантарелль (1 эпизод)
- Элизабет Энн Аллен — Эми Мэдисон (1 эпизод)
- Джеймс Джуд Кортни — Дер Киндестод (1 эпизод)
- Джули Бенц — Дарла (1 эпизод)
- Дин Батлер — Хэнк Саммерс (1 эпизод)
- Марк Меткалф — Мастер (1 эпизод)
- Мерседес МакНаб — Хармони Кендэлл (1 эпизод)
- Джон Риттер — Тэд (1 эпизод)
- Джейсон Бер — Билли Фордхэм (1 эпизод)
- Грег Воган — Ричард Андерсон (1 эпизод)
- Уилли Гарсон — Охранник в больнице (1 эпизод)
- Уэнтворт Миллер — Гейдж Петронци (1 эпизод)

## Эпизоды
| № общий | № в сезоне | Название                                                                        | Режиссёр          | Автор сценария                                                   | Дата премьеры    | Произв. код | Зрители в США (млн) |
| --- | ---------- | ------------------------------------------------------------------------------- | ----------------- | ---------------------------------------------------------------- | ---------------- | ----------- | ------------------- |
| 13 | 1          | «Когда она была плохой» «When She Was Bad»                                      | Джосс Уидон       | Джосс Уидон                                                      | 15 сентября 1997 | 5V01        | 4.4                 |
| Подходят к концу летние каникулы, а Уиллоу и Ксандер обеспокоенные поведением Баффи, сильно изменившейся после битвы с Мастером. Когда Помазанник, решивший воскресить Мастера, похищает Корделию и мисс Калэндар, Баффи решает сама разобраться со злодеем, считая, что друзья лишь отвлекают её, однако на деле всё оказалось иначе — приспешники Помазанника похищают Джайлза и Уиллоу, но Баффи до конца не понимает, что стала уязвимой без помощи друзей. |            |                                                                                 |                   |                                                                  |                  |             |                     |
| 14 | 2          | «Требуется сборка» «Some Assembly Required»                                     | Брюс Сет Грин     | Тай Кинг                                                         | 22 сентября 1997 | 5V02        | 4.4                 |
| Баффи с друзьями узнаёт, что кто-то расхищает могилы, а Корделия находит человеческие останки в мусорном баке. Баффи кажется, что кто-то хочет создать армию мертвецов, но на деле всё оказывается иначе — юноша по имени Крис оживляет своего погибшего брата и теперь собирает для него спутницу жизни, чтобы скрасить его одиночество… |            |                                                                                 |                   |                                                                  |                  |             |                     |
| 15 | 3          | «Трудности учёбы» «School Hard»                                                 | Джон Т. Кретчмер  | Сюжет: Джосс Уидон и Дэвид Гринуолт Телесценарий: Дэвид Гринуолт | 29 сентября 1997 | 5V03        | 4.9                 |
| Наступает Ночь Святого Вигоса — ночь, когда вампиры достигают пика в своих силах. Баффи разрывается между своими обязанностями Истребительницы и школьной жизнью — она устраивает собрание родительского комитета. Между тем, в город прибывает легендарный вампир Спайк со своей спутницей Друзиллой. Джайлз в ужасе — Спайк уже дважды убивал Истребительниц Вампиров, и теперь кровожадный вампир готов помочь Помазаннику осуществить его коварный план. |            |                                                                                 |                   |                                                                  |                  |             |                     |
| 16 | 4          | «Девушка-мумия инков» «Inca Mummy Girl»                                         | Эллен С. Прессман | Мэтт Кине и Джо Рейнкемайер                                      | 6 октября 1997   | 5V04        | 4.7                 |
| В музее Саннидэйла обнаружена разбитая печать племени инков, а в доме Баффи поселяется красавица Ампата — студентка по обмену, в которую тут же влюбляется Ксандер. Между тем, пропадают школьники, а Джайлз подозревает, что к исчезновениям причастна ожившая мумия принцессы инков. Уиллоу ревнует Ксандера и не замечает музыканта Оза, который явно неравнодушен к девушке. |            |                                                                                 |                   |                                                                  |                  |             |                     |
| 17 | 5          | «Парень-рептилия» «Reptile Boy»                                                 | Дэвид Гринуолт    | Дэвид Гринуолт                                                   | 13 октября 1997  | 5V05        | 4.8                 |
| Обидевшись на Энджела, Баффи решает пойти с Корделией на студенческую вечеринку, а Джайлз, расследуя исчезновения девушек, выходит на древнее Братство, поклоняющееся демону-рептилии по имени Мачеда — члены братства приносят в жертву девушек, а демон дарует им удачу во всём… |            |                                                                                 |                   |                                                                  |                  |             |                     |
| 18 | 6          | «Хэллоуин» «Halloween»                                                          | Брюс Сет Грин     | Карл Эллсворт                                                    | 27 октября 1997  | 5V06        | 5.9                 |
| В городе появляется старый друг Джайлза, служитель хаоса Итан Рейн, который в канун Хэллоуин накладывает заклятие на маскарадные костюмы — каждый превращается в того, чей костюм надел. И пока испуганная и беспомощная Баффи спасается от разъярённых монстров, Корделия и Ангел придумывают план спасения друзей. |            |                                                                                 |                   |                                                                  |                  |             |                     |
| 19 | 7          | «Обмани меня» «Lie to Me»                                                       | Джосс Уидон       | Джосс Уидон                                                      | 3 ноября 1997    | 5V07        | 5.0                 |
| В Саннидэйл приезжает одноклассник Баффи из Лос-Анджелеса, Билли Форд, который знает, что Баффи — истребительница. В момент напряжённых отношений с Ангелом, который не сказал ей о своей встрече с Друзиллой, Баффи особо рада старому другу, но девушка не подозревает, что Билли — член некой группировки людей, мечтающих стать вампирами. Билли предлагает сделку Спайку — он приведёт к вампиру Истребительницу, а Спайк должен обратить его и его друзей… |            |                                                                                 |                   |                                                                  |                  |             |                     |
| 20 | 8          | «Тёмное прошлое» «The Dark Age»                                                 | Брюс Сет Грин     | Дин Батали и Роб Дес Хотел                                       | 10 ноября 1997   | 5V08        | 5.6                 |
| Над Джайлзом нависла опасность, когда в школе находят труп старого знакомого Наблюдателя, а теперь его жизнь и жизнь Итана Рейна находится на волоске, в то время как Баффи пытается больше узнать о прошлом своего наставника, которое хранит много неприглядных тайн… |            |                                                                                 |                   |                                                                  |                  |             |                     |
| 21 | 9          | «Каков мой путь (Часть 1)» «What's My Line (Part 1)»                            | Дэвид Соломон     | Говард Гордон и Марти Ноксон                                     | 17 ноября 1997   | 5V09        | 5.0                 |
| Спайк опасается за жизнь возлюбленной Друзиллы, чьё состояние становится всё хуже. Чтобы отвлечь Баффи от своих истинных планов, он вызывает в город убийц древнего Ордена Тарака. Между тем, Баффи вновь сомневается в себе и своих силах — убийство демонов, это ли ей нужно в жизни? И кто эта таинственная девушка, которая собирается убить Ангела и угрожает Истребительнице? |            |                                                                                 |                   |                                                                  |                  |             |                     |
| 22 | 10         | «Каков мой путь (Часть 2)» «What's My Line (Part 2)»                            | Дэвид Семел       | Марти Ноксон                                                     | 24 ноября 1997   | 5V10        | 5.4                 |
| Спайк узнаёт, что кровь сородича Друзиллы - Ангела - может вылечить её, и похищает вампира. Роман Ксандера и Корделии становится всё крепче, а Баффи с удивлением узнаёт, что незнакомка по имени Кендра — новая Истребительница, которую призвали в тот момент, когда Мастер почти убил Баффи. Теперь Баффи и Кендра должны объединить усилия, чтобы помешать Спайку и спасти Ангела, но это будет непросто, ведь девушки сильно отличаются друг от друга. |            |                                                                                 |                   |                                                                  |                  |             |                     |
| 23 | 11         | «Тед» «Ted»                                                                     | Брюс Сет Грин     | Дэвид Гринуолт и Джосс Уидон                                     | 8 декабря 1997   | 5V11        | 6.1                 |
| У матери Баффи, Джойс, появляется кавалер по имени Тэд. Он очень нравится матери и всем друзьям Баффи, однако по отношению к девушке мужчина проявляет чрезмерную жёсткость, а иногда даже агрессию. Дела обстоят совсем худо, когда в ходе перепалки Баффи сталкивает Тэда с лестницы, и тот погибает. Баффи грозит обвинение в убийстве - убийстве ли?… |            |                                                                                 |                   |                                                                  |                  |             |                     |
| 24 | 12         | «Плохие яйца» «Bad Eggs»                                                        | Дэвид Гринуолт    | Марти Ноксон                                                     | 12 января 1998   | 5V12        | 6.5                 |
| На уроке биологии ученики проходят тему половых отношений, и учитель акцентирует внимание на ранней беременности. Потому каждый получает задание заботиться о курином яйце — это должно проверить их ответственность. Внезапно яйцо Баффи разбивается и монстр, что находившийся внутри, нападает на неё. ПОд зданием школы пробудился новый демон, который с помощью своего потомства подчиняет себе всю школу. |            |                                                                                 |                   |                                                                  |                  |             |                     |
| 25 | 13         | «Сюрприз (Часть 1)» «Surprise (Part 1)»                                         | Майкл Лэнг        | Марти Ноксон                                                     | 19 января 1998   | 5V13        | 7.6                 |
| Баффи празднует своё семнадцатилетие, но мучается от ночных кошмаров, в которых Ангел умирает. Друзилла получает от Спайка подарок — руку Судьи, могущественного демона, расчленённого на части и развезённого по всему земному шару, так как ни одно земное оружие не было способно его уничтожить; если его останки собрать вместе, Судья воскреснет. Мисс Календар, которая была тайно приставлена следить за тем, чтобы проклятье Ангела (возвращённая душа) никогда не было сломано, пытается разлучить Ангела и Баффи. При её косвенном участии рука Судьи попадает к Баффи, и Ангел вызывается вывезти её далеко отсюда. Вампиры предугадывают их план и, отбив страшный артефакт обратно, оживляют Судью. Новая опасность лишь сближает влюблённых. После проведённой с Баффи ночи Ангел выбегает из дома и с диким криком падает на землю. |            |                                                                                 |                   |                                                                  |                  |             |                     |
| 26 | 14         | «Невинность (Часть 2)» «Innocence (Part 2)»                                     | Джосс Уидон       | Джосс Уидон                                                      | 20 января 1998   | 5V14        | 7.9                 |
| Баффи не понимает, куда исчез Ангел. Вернувшись, он держит себя весьма грубо и жёстко, и она понимает, что с ним что-то не так. Под давлением Баффи раскрывается секрет мисс Календар. Ангел, возвращённый к своему демоническому естеству, воссоединяется со Спайком и Друзиллой, и вампиры выводят Судью на охоту за людьми. Баффи должна забыть свои прежние чувства и выступить против Ангела. |            |                                                                                 |                   |                                                                  |                  |             |                     |
| 27 | 15         | «Фазы» «Phases»                                                                 | Брюс Сет Грин     | Роб Дес Хотел и Дин Батали                                       | 27 января 1998   | 5V15        | 7.3                 |
| Ночью на выяснявших свои отношения Ксандера и Корделию нападает свирепое животное, напоминающее оборотня. Ближайшие дни выпадают на полнолуние, а на улицах Саннидейла появляются новые жертвы, поэтому Баффи приходится начинать охоту на таинственного зверя. Ксандер подозревает, что оборотень - школьный задира Ларри. Уиллоу пытается понять, насколько у них с Озом всё серьёзно. |            |                                                                                 |                   |                                                                  |                  |             |                     |
| 28 | 16         | «Околдованные, обеспокоенные и изумлённые» «Bewitched, Bothered and Bewildered» | Джеймс А. Контнер | Марти Ноксон                                                     | 10 февраля 1998  | 5V16        | 5.8                 |
| В День св. Валентина отношения Ксандера и Корделии заходят в тупик. Потому он обращается за помощью к Эми, потомственной ведьме, которая накладывает для него любовное заклинание. Но оно срабатывает в обратном порядке, и все девушки начинают сходить по нему с ума. Все, кроме Корделии. |            |                                                                                 |                   |                                                                  |                  |             |                     |
| 29 | 17         | «Страсть» «Passion»                                                             | Майкл Гершман     | Тай Кинг                                                         | 24 февраля 1998  | 5V17        | 6.1                 |
| Баффи находит утром на подушке свой портрет. Ангел психологически воздействует на Баффи, оставляя различные послания её родным и близким. Баффи боится за жизнь матери и пытается отобрать у Ангела право на вход в её дом. Мисс Календар собирает материалы, чтобы снова его проклясть. |            |                                                                                 |                   |                                                                  |                  |             |                     |
| 30 | 18         | «Убитые Смертью» «Killed by Death»                                              | Деран Сарафян     | Роб Дес Хотел и Дин Батали                                       | 3 марта 1998     | 5V18        | 6.1                 |
| Баффи заболевает и с высокой температурой оказывается в местной больнице. В бреду она видит некое страшное существо, которое бродит по палатам и из-за которого умирают дети. Она решает остаться и помочь им, ведь в детстве её 8-летняя кузина умерла при подобных обстоятельствах. |            |                                                                                 |                   |                                                                  |                  |             |                     |
| 31 | 19         | «Я вижу только тебя» «I Only Have Eyes for You»                                 | Джеймс Уитмор-мл. | Марти Ноксон                                                     | 28 апреля 1998   | 5V19        | 5.1                 |
| Школу терроризируют двое призраков из прошлого, заставляя людей совершать убийства на почве неразделённой любви. Уиллоу решает провести ритуал по освобождению несчастных призраков, потому она вместе с Баффи, Ксандером и Корделией пробирается туда ночью. Внезапно появляется Энджел. |            |                                                                                 |                   |                                                                  |                  |             |                     |
| 32 | 20         | «На рыбалку!» «Go Fish»                                                         | Дэвид Семел       | Дэвид Фьюри и Элин Хэмптон                                       | 5 мая 1998       | 5V20        | 5.1                 |
| Странные вещи происходят вокруг школьной команды по плаванью. Одному из них очень понравилась Баффи, но девушка не желает вступать в любые отношения. Работая под прикрытием, Ксандер записывается в команду. Баффи раскрывает секрет их успеха и решает восстановить справедливость относительно пловцов. Вот только эта идея не по душе их тренеру. |            |                                                                                 |                   |                                                                  |                  |             |                     |
| 33 | 21         | «Становление (Часть 1)» «Becoming (Part 1)»                                     | Джосс Уидон       | Джосс Уидон                                                      | 12 мая 1998      | 5V21        | 5.3                 |
| В историческом музее появляется необычный экспонат — каменная руна с неким артефактом внутри. Джайлз начинает собирать информацию. В то же время у Друзиллы случается видение — в камне спрятан древний демон, способный поглотить весь мир. Ангел заманивает Баффи в ловушку, вампиры нападают на библиотеку. На помощь приходит вторая победительница вампиров. |            |                                                                                 |                   |                                                                  |                  |             |                     |
| 34 | 22         | «Становление (Часть 2)» «Becoming (Part 2)»                                     | Джосс Уидон       | Джосс Уидон                                                      | 19 мая 1998      | 5V22        | 6.4                 |
| Баффи и Спайк заключают союз против Ангела и его идеи уничтожить весь мир. Её мать наконец-то узнаёт почему дочь постоянно находится в центре непонятных событий. Джайлс под гипнозом рассказывает Ангелу, как разбудить демона Акатлу. Баффи вынуждена бороться со своим бывшим любимым на смерть. После, она уезжает из Саннидейла. |            |                                                                                 |                   |                                                                  |                  |             |                     |

## Производство

### Съёмочная группа
Джосс Уэдон продолжает выполнять функции исполнительного продюсера и шоу-раннера сериала. Дэвид Гринвол, Роб Дэс Отель и Дин Батали, редакторы сюжета, также вернулись к работе над сериалом. Уэдон написал большее количество сценариев к эпизодам — пять было написано им и один вместе с Дэвидом Гринволтом, а также Уэдон является автором сюжета одной из серий. Марти Ноксон присоединилась к команде сценаристов в середине сезона, написав пять сценариев и один вместе с Говардом Гордоном, который является консультантом-продюсером с начала сезона. Гринволт придумал сюжет эпизода «School Hard» вместе с Уэдоном, а также написал сценарий. Гринволт поставил эпизод «Ted», сценарий которого написал вместе с Уэдоном. Роб Дэс Отель и Дина Батали написали сценарий трёх эпизодов. Новичок в команде — Тай Кинг — написал два эпизода. Мет Кин и Джо Рейнкемейер написали один эпизод. Дэвид Фьюри (позднее ставший старшим продюсером и сценаристом сериала) написал вместе со своей женой Элин Хэмптон сценарий эпизода «Go Fish», а Карл Эллсворт является автором сценария серии «Halloween».
Джосс Уэдон и Брюс Сет Грин сняли большую часть эпизодов сезона, сняв по 5 серий каждый. Дэвид Соломон, выполняющий также функции сопродюсера, и Джеймс А. Контнер срежиссировали первые свои первые эпизоды в этом сезоне.

### Награды
Эпизоды из двух частей — «Surprise»/«Innocence» — выиграли премию «Эмми» в номинации «Выдающееся достижение в области грима»; композитор Кристоф Бек выиграл «Эмми» в номинации «Лучшая музыка в телесериале» за работу над финалом сезона, эпизодами «Becoming, Parts 1 & 2»; также сериал номинировался на премию в категории «Лучшая работа стилистов» .
Второй сезон шоу включён в список 15-ти лучших телевизионных сезонов за последние 20 лет по мнению ресурса Pajiba.com.

### Издание на видео
Второй сезон сериала вышел на DVD под названием «Buffy The Vampire Slayer: The Complete Second Season» 11 июня 2002 года в регионе 1 и 21 мая 2001 года в регионе 2. Издание содержало все 22 эпизода на 6-ти дисках в формате 1.33:1. Среди бонусных материалов — комментарии к эпизодам: «Reptile Boy» (от режиссёра и сценариста Дэвид Гринволта), «What’s My Line, Parts 1 & 2» (от соавтора сценария Марти Ноксон) и «Innocence» (от режиссёра и сценариста Джосса Уэдона). В интервью Уэдон обсуждает эпизоды «Surprise», «Innocence», «Passion», «I Only Have Eyes For You» и «Becoming». Представлены сценарии серий Scripts for «Reptile Boy», «What’s My Line, Parts 1 & 2» и «Innocence». 15-минутный рассказ «Designing Buffy» о декорациях, 30-минутный «A Buffy Bestiary» о различных монстрах сезона, 20-минутный «Beauty & Beasts» о гриме сериала. Кроме того, на диске представлены биографии актёров, фотогалереи и трейлеры.